# SOS (песня Авичи)
«SOS» — первый посмертный сингл шведского музыкального продюсера Авичи с участием продюсеров Альбина Недера и Кристоффера Фогельмарка и вокалом американского певца Алоэ Блэк. Он был выпущен 10 апреля 2019 года и включен в его первый посмертный альбом Tim, который был выпущен 6 июня 2019 года.
Песня была выпущена с видео, в котором были комментарии с сайта памяти Avicii. За 2 часа до выхода сингла, вышло видео об истории его создания, «Avicii — The Story Behind „SOS“ ft. Aloe Blacc». Первоначально песню анонсировали на видео «Avicii — The Story Behind The Album „TIM“»

## Подготовка
Эта песня была дописана группой авторов и продюсеров после смерти Авичи в апреле 2018 года. На момент смерти Тима (Авичи) было выполнено ≈ 75-80 %.
В группу продюсеров, которые работали над песней, вошли Кристоффер Фогельмарк и Альбин Недлер, которые ранее работали с Авичи над песней «Pure Grinding», которая фигурировала в альбоме «Stories» в 2015 году.
Сопродюсеры Кристоффер Фогельмарк и Альбин Недлер подтвердили при создании трека, что после смерти Тима (Авичи) они получили MIDI (рабочий файл) для песни, которую создал Тим, и подтверждают, что все звуки и ноты в песне от самого Тима (Авичи), без какой-либо дополнительной работы, кроме вокала Алоэ Блэк, которого Авичи рекомендовал, как вокалиста, в одном из своих последних писем.

## Продюсер и сопродюсеры
- Авичи — автор песен, продюсер, клавишные, программирование
- Альбин Недлер — автор песен, продюсер, вокальный продюсер, звукоинженер
- Кристоффер Фогельмарк — автор песен, продюсер, вокальный продюсер
- Тамека Коттл — автор песен
- Канди Буррусс — автор песен
- Кевин Бриггс — автор песен
- Алоэ Блэк — вокал
- Маркус Тунберг Вессель — звукоинженер
- Ричард «Сигал» Хуредия — звукоинженер
- Кевин Грейнджер — миксинг и мастеринг
- Хулио Родригес Санградор — миксинг и мастеринг (помощник)

## Чарты
| Чарт (2019)                                     | Высшая позиция |
| ----------------------------------------------- | -------------- |
| Австралия (ARIA)                                | 8              |
| Австралия (ARIA Dance)                          | 1              |
| Австрия (Ö3 Austria Top 40)                     | 4              |
| Бельгия/Фландрия (Ultratop 50)                  | 2              |
| Бельгия/Фландрия (Ultratop Dance)               | 2              |
| Бельгия/Валлония (Ultratop 50)                  | 26             |
| Бельгия/Валлония (Ultratop Dance)               | 9              |
| Канада (Billboard Canadian Hot 100)             | 13             |
| Канада (Billboard CHR/Top 40)                   | 37             |
| Хорватия (HRT)                                  | 40             |
| Чехия (Singles Digitál Top 100)                 | 4              |
| Дания (Tracklisten)                             | 5              |
| Эквадор (National Report)                       | 27             |
| Euro Digital Songs (Billboard)                  | 2              |
| Финляндия (Suomen virallinen lista)             | 1              |
| Франция (SNEP)                                  | 93             |
| Германия (GfK)                                  | 11             |
| Германия Germany Dance (Official German Charts) | 1              |
| Венгрия (Single Top 40)                         | 13             |
| Венгрия (Stream Top 40)                         | 3              |
| Ирландия (IRMA)                                 | 5              |
| Италия (FIMI)                                   | 17             |
| Япония (Billboard Japan Hot 100)                | 19             |
| Япония (Billboard Japan Hot Overseas)           | 1              |
| Mexico Ingles Airplay (Billboard)               | 48             |
| Нидерланды (Dutch Top 40)                       | 1              |
| Нидерланды (Mega Top 50)                        | 1              |
| Нидерланды (Single Top 100)                     | 2              |
| Новая Зеландия (Recorded Music NZ)              | 17             |
| Норвегия (VG-lista)                             | 2              |
| Польша (Polish Airplay Top 100)                 | 29             |
| Шотландия (OCC Scotland)                        | 7              |
| Словакия (Singles Digitál Top 100)              | 3              |
| Испания (PROMUSICAE)                            | 56             |
| Швеция (Sverigetopplistan)                      | 1              |
| Швейцария (Schweizer Hitparade)                 | 3              |
| Великобритания (OCC UK Singles)                 | 6              |
| США (Billboard Hot 100)                         | 68             |
| США (Billboard Dance Club Songs)                | 46             |
| США (Billboard Hot Dance/Electronic Songs)      | 6              |
| США (Billboard Dance/Mix Show Airplay)          | 9              |
| Венесуэла (National Report)                     | 39             |

## Сертификация
| Регион | Сертификация  | Продажи    |
| --- | ------------- | ---------- |
| Австралия (ARIA) | 3× Платиновый | 210 000    |
| Бельгия (BEA) | Платиновый    | 40 000     |
| Бразилия (ABPD) | 3× Платиновый | 120 000    |
| Канада (Music Canada) | 2× Платиновый | 160 000    |
| Дания (IFPI Danmark) | 2× Платиновый | 180 000    |
| Франция (SNEP) | Золотой       | 100 000    |
| Германия (BVMI) | Платиновый    | 400 000    |
| Италия (FIMI) | Платиновый    | 50 000     |
| Новая Зеландия (RMNZ) | 2× Платиновый | 60 000     |
| Польша (ZPAV) | 2× Платиновый | 100 000    |
| Португалия (AFP) | Платиновый    | 10 000     |
| Испания (PROMUSICAE) | Золотой       | 30 000     |
| Великобритания (BPI) | Платиновый    | 600 000    |
| США (RIAA) | Золотой       | 500 000    |
| Стриминг |               |            |
| Япония (RIAJ) | Золотой       | 50 000 000 |
| Данные о продажах + прослушиваниях приведены только на основе сертификации. · Данные только о прослушиваниях приведены на основе сертификации. |               |            |